# Warri Wolves FC
Warri Wolves Football Club is een Nigeriaanse voetbalclub uit Warri. De club komt uit in de Nigeriaanse Premier League. De wedstrijden worden gespeeld in het Warri Gemeenschapsstadion, dat plaats biedt aan 20.000 toeschouwers. In 2016 degradeerde de club uit de hoogste klasse. 

## Bekende en prominente (oud-)spelers
- Chigozie Agbim
- Jude Aneke
- Azubuike Egwuekwe
- Richard Eromoigbe
- John Owoeri
- Anthony Ujah